# Rabdophaga dubiosa
Espèce
Synonymes
- Cecidomyia dubia (Kieffer, 1981) - basionyme[2]
- Dasineura dubiosa (Kieffer, 1981)[2]
- Rabdophaga dubia (Kieffer, 1891)[2]

Rabdophaga dubiosa est une espèce d'insectes Diptères de la famille des Cecidomyiidae et du genre Rabdophaga. Cette Cécidomyie produit une galle sur les jeunes branches des Saules au sein de l'écozone paléarctique de la France au Japon. Elle se caractérise par sa largeur, son écorce lisse et ses multiples loges abritant des larves jaune citron à orange clair.

## Description

### Galle
La galle de Rabdophaga dubiosa, en forme de poire ou de fuseau, mesure de 10 à 20 mm de long pour de 5 à 12 mm de large. Elle se forme sur les jeunes branches de l'année précédente, principalement à la base des branches latérales dont elle ne fissure pas l'écorce. Elle peut soit être construite autour du rameaux, soit sur un seul côté. Dans ce dernier cas, elle se termine toujours par un bourgeon. L'intérieur est composé d'un certain nombre de loges ovales, généralement unies les unes aux autres  ; chacune d'entre elles abritant une seule larve ou sa pupe,.

### Larve et pupe
La larve de Rabdophaga dubiosa est jaune citron à orange clair et assez trapue. Elle mesure 2,75 mm de long pour 1 mm de large. La larve est ornée d'une sorte de petit os au centre de sa tête et nommé spatula. La pupe ne possède pas la paire de dents habituelle à la base de chaque étui des antennes. Cette particularité morphologique semble importante car, chez cette espèce, l'imago semble pouvoir s'extraire de la galle uniquement par le bourgeon apical, alors que chez les espèces voisines munies de dents à l'instar de Rabdophaga salicis, les nymphes émergent par un trou qu'elles perforent préalablement au stade larvaire à un endroit aléatoire de la paroi de la galle. La pupaison s'effectue ensuite au sein de la loge et ne laisse comme déchets que peu de soie blanche. Après hivernation sous forme de pupe dans sa loge, l'imago émerge au printemps suivant.

### Imago
L'imago mâle est représenté par une Cécidomyie au corps brunâtre de 3 mm de long muni de longues pattes et d'une paire d'ailes de 3,20 mm de long. Il porte des antennes de 1,40 mm de long, composé de 18 segments courts et cylindriques, le terminal étant acuminé et généralement plus long et les flagelles portant 3 verticilles de poils. Son abdomen est plus étroit que le thorax, brunâtre avec des bandes transversales de poils noirs. 
L'imago femelle, quant à lui, a un corps de 3,20 mm de long, globalement coloré de rouge chair, le dessous de sa tête étant d'un blanc argenté chatoyant, son proboscis et ses palpes d'un brun pâle et ses antennes sombres. Ses antennes composées de 18 segments courts et cylindriques, les flagelles ne portant pas de poils et le dernier segment n'étant pas acuminé. Sa tête est constituée d'un occiput foncé et orné de longs poils blancs sur le bord postérieur des yeux, les joues et au-dessus de la bouche. Son thorax est noir, et garni de poils blancs. Les ailes mesurent 3,20 mm de long et sont foncées et iridescentes. Le dessus de l'abdomen est orné de larges bandes transversales noires aux poils blancs fortement argenté et d'une tache quadrangulaire plus foncée en leur centre. L'ovipositeur difficilement visible est jaune et allongé. Les pattes sont également munies de poils blanc argenté.

Rabdophaga dubiosa
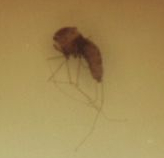
Imago femelle récolté au Japon.
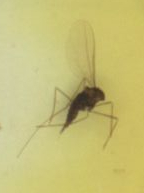
Imago femelle récolté en Tchéquie.
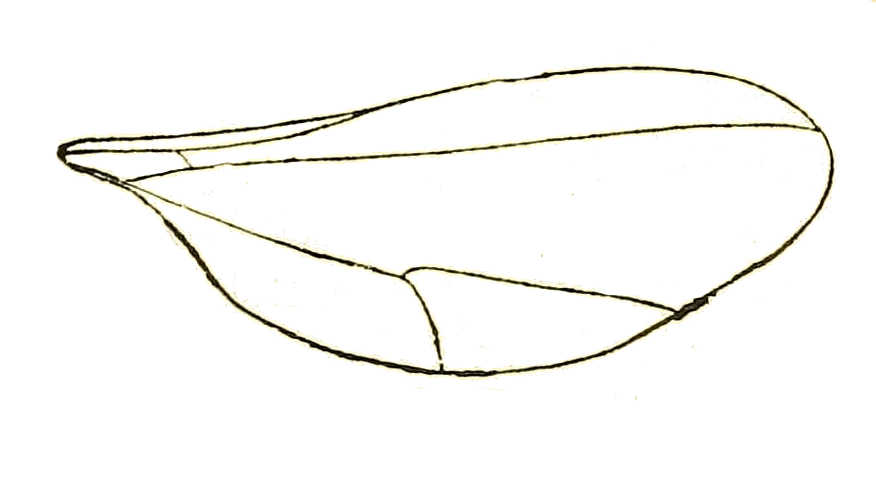
Aile.

## Espèces proches
La galle de Rabdophaga dubiosa se caractérise par sa largeur, son écorce lisse et ses multiples loges abritant des larves jaune orangé. Mais elle fait partie d'un groupe d'espèces proches complexe que seule l'étude des imagos permet de différencier avec certitude. 
Parmi les galles à la morphologie et à l'écologie proche, il y a Rabdophaga salicis à l'écorce crevassée et aux larves roses à rouges ; Rabdophaga degerii à la galle plus petite et plus étroite et Rabdophaga pierreana à la galle molle comportant une seule grande loge abritant plusieurs larves rouges. D'autres espèces provoquent également des galles sur les Saules, mais leur renflement est moins marqués.

## Biologie
Cette espèce est inféodée aux Salicaceae. Plus spécifiquement, en Europe, elle est principalement référencée sur Salix aurita, S. caprea et S. cinerea mais aussi sur Salix alba, S. foetida, S. helvetica, S. purpurea et S. repens.
Il s'agit d'une espèce univoltine qui effectue sa pupaison dans sa galle.

## Distribution
Rabdophaga dubiosa est référencée sur l'ensemble de l'écozone paléarctique de l'Europe occidentale au Japon. En Europe, elle a été récoltée en France, en Belgique, aux Pays-Bas, en Grande-Bretagne, en Allemagne, en Tchéquie, en Pologne, en Hongrie, en Roumanie, en Suède, en Finlande et en Lituanie